# Luiza Helena de Bairros

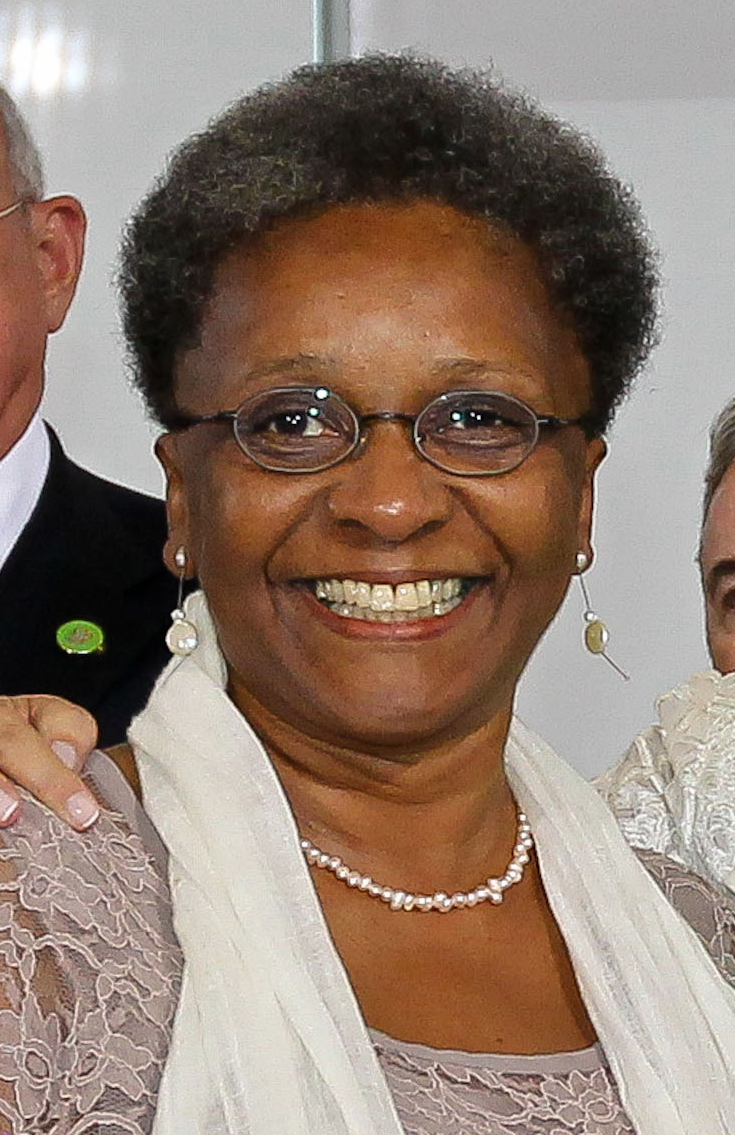
Luiza Helena de Bairros

Luiza Helena de Bairros (27 tháng 3 năm 1953 – 12 tháng 7 năm 2016) là một nhà chính trị người Brasil và nhà xã hội học. Bà là Bộ trưởng Bộ Chính trị nhằm duy trì sự bình đẳng chủng tộc giữa năm 2011 và 2014.

## Tiểu sử
Mặc dù Luiza Helena de Bairros được sinh ra ở Porto Alegre nhưng bà đã tạo dựng sự nghiệp chính trị của mình ở bang Bahia. Bà có bằng cử nhân về lĩnh vực kinh doanh từ Đại học Liên bang Rio Grande do Sul, bằng thạc sĩ về lĩnh vực khoa học xã hội của Đại học Liên bang Bahia và bằng tiến sĩ xã hội học của Đại học Michigan.
Luiza Helena de Bairros đã tham gia tích cực vào các dự án của Chương trình Phát triển Liên Hợp Quốc để nạn chống phân biệt chủng tộc. Từ năm 2008, bà là Bộ trưởng Bộ Ngoại giao của Bộ Ngoại giao Bahia dưới quyền thống đốc Jaques Wagner, điều này diễn ra khi bà được Tổng thống Dilma Rousseff mời tham gia vào nội các vào năm 2011.
Luiza Helena de Bairros qua đời vào ngày 12 tháng 7 năm 2016 vì mắc phải ung thư phổi.